# 佩蒂斯縣 (密蘇里州)
佩蒂斯县（英語：Pettis County）是美國密蘇里州中部的一個縣。面積1,778平方公里。根據美國2000年人口普查，共有人口39,403人。縣治錫代利亞 （Sedalia）。
成立於1833年1月26日。縣名紀念州務卿、聯邦眾議員斯賓塞·佩蒂斯。